# VideoStudio
VideoStudio（ビデオスタジオ）はコーレル株式会社(Corel)が販売している映像編集・スライドショー作成を目的としたノンリニア編集ソフトウェア。略称はビデスタ、VS (ブイエス)、CVS 、UVS など。

## 概要
様々な動画、画像、音声ファイルに対応し、テキスト、エフェクト、トランジションなど様々な編集を経てDVD・Blu-ray オーサリングを行ったり、様々な動画ファイルへ保存したり、YouTubeにアップロードすることが可能である。スマートプロキシ機能により、ハイビジョン以上サイズの動画を編集する際のPC負荷を軽減したり低スペックPCでも編集ができる他、スマートレンダリング機能で再レンダリングを最小限に押さえて出力時の画質低下や高速化を行うことができる。
2000年～2014年までBCNランキングで一位を獲得していたが、世界的なソフトウェアコーナー縮小とパソコンのDVDドライブ廃止、ダウンロード版の普及や公式サイトでの販売はランキングに反映されづらい。
2006年まで上位モデルとしてMediaStudio Proが発売されていた。2023年現在は、より詳細な編集ができるソフトとして、上位モデルにPinnacle Studioがある。（プロジェクトファイルの互換性はない）

## 主な機能
取り込み
- カメラ：DVカメラからの録画、HDDカメラからのデータ転送。360度カメラ、4K映像、3D映像にも対応。
- デジタルメディアの取り込み：著作権保護のかかっていないDVDからMPEG2を作成。
- ストップモーション：Webカメラや一眼レフを利用し、スペースキーを押下または一定時間で連続撮影できる。オニオンスキン機能搭載。[4]。
- Multicam Capture Lite：PC画面とWebカメラを同時録画できる。プレイ動画作成に使える。

編集関連
- ３ステップ：初心者にもわかりやすく、操作画面が動画編集の3ステップ「（PCへ）取り込み」「編集」「完了（出力）」で切り替えられる。
- オーバーレイ：動画や画像、テキストを同時に50個以上表示できる。
- クロップモード：オーバーレイトラックの動画を任意の四角サイズにかんたんに切り取れる。
- 基本モーション：フェードイン・アウト、左右上下からの移動などの簡易アニメーションをワンクリックで適用。
- 高度なモーション：任意の位置Aから位置Bへの移動、イージーイーズイン設定、三次元（XYZ）での回転、透明度、影などをキーフレーム操作。
- トランジション：2つのクリップの間に切替効果を適用。同じオーバーレイトラックでクリップをドラッグして重ねるとランダムで適用される。（環境設定で指定可能）
- ペインティングクリエイター：映像や静止画の上に文字や絵を描く機能。描いている様子を動画として合成できる。ペンタブレット対応。
- スマートプロキシ：ハイビジョンサイズ以上の動画の編集時、PC負荷を軽減させるための作業用中間ファイル。完成時の画質には影響しない。Ver.2022以降ProRes対応。
- マルチカム編集：複数台のカメラで同時に撮影した際の編集に使う。音などで同期させ、1カメ、2カメを切り替える感覚で映像を選択できる。
- 速度調整：動画の速度を1％～1000％以上で早めたり遅くすることができる。200％（2倍）まで音程が維持される。
- テキストを載せたり、映像効果（エフェクト・トランジション）や色調整なども対応。

合成関連
- 静止画や動画を利用しマスキングを行ったり、クロマキーなどもできる。
- 分割画面：漫画の枠のようなフレームに動画や画像をはめ込む機能。Ultimate版では形を自作することが可能。
- 透過MOV：オーバーレイにテキストやクリップがある状態で動画を出力すると、合成用素材を作成できる。

オーディオ関連
- オーディオトラック：音声専用トラックが8つあり、同時に流すことができる。
- サウンドミキサー：各クリップの音量をキーフレームで設定できる。また、左右に音を寄らせることができる。
- 音のクロスフェード：タイムライン上の音声クリップをマウスでドラッグして重ねると曲の切り替えをフェードアウト、フェードインできる
- ScoreFitter（スコアフィッター）：ジャンル、種類、時間などを設定すると、指定した時間できれいに終わるBGMを生成できる。（Ver.X8以降）
- 5.1chサラウンド：5.1chの動画に対応している。プロジェクト設定でAVCHDなどは5.1chを選ぶことができ、サウンドミキサーで音の位置を変更して疑似5.1chを作成できる。

出力関連
- MPEG2、MPEG4、H.264、MOV、AVIなどの動画、WAVなどの音声、JPEGやGIFなどの画像に出力に対応。H.265は一定の条件で対応。
- DVD-Video、AVCHD DVDの作成。プラグイン導入でBlu-ray（BDMV）の作成が可能
- Youtube、Vimeoへの出力が可能
- iPhoneなどのモバイル機器、PS3などのゲーム機への出力
- Nvidia Cuda、Intel および AMD DirectX ビデオ アクセラレーション対応
- スマートレンダリング：カット編集時、素材と同形式で出力する場合、接合部分など変換が必要な箇所のみ再エンコードする機能。Ver.11Plus以降はAVCHD形式対応。
- MPEGオプティマイザ：MPEG2，MPEG4で編集を行い、同形式でエンコードする際のスマートレンダリング使用率（変換される割合）を視覚化する機能。

## 各グレード
現在、VideoStudioは3種類の同時発売となっている。
機能と価格が違い、目的に応じて購入することができる。

### VideoStudio Pro
標準モデル。360度映像の編集や、広角レンズ補正機能も搭載。マルチカム編集は同時に4台まで可能。オーサリング機能は標準のほかにCorel MyDVDも搭載。

### VideoStudio Ultimate
上位モデル。映像制作に便利な機能が多数追加されており、そのエフェクト、文字機能、手振れ補正プラグインなどは、計算すると1100ドル以上の価値があるとしている。
VideoStudio本体
- （2022）顔のインデックス作成
- （2019）カラーグレーディング
- （2019）シームレストランジション
- （2018）分割画面テンプレートクリエーター
- （2018）3Dタイトルエディター
- （X10）マスククリエーター
- （X9）MXFの読み込み
- （X9）マルチカムエディタのトラック増（4→6）

他社プラグイン
- （X4）proDAD Mercalli SE（手ぶれ補正フィルター）
- （X5）proDAD RotoPen（マップウォーキング）
- （X5）proDAD VitaScene（ビデオフィルタ70種類、トランジション80種追加）
- （X5）NewBllueフィルター（10カテゴリー、83種類追加）
- （X6）proDAD Handscript（筆記体の手書きアニメーション）
- （X6）Newblue FX Color Fast（高性能色調補正フィルター）
- （X8）NewBlueFX Essentials IV（銀残し（ブリーチバイパス）やタイムクロック表示、赤外線カメラのようなナイトショットやムービーの任意の部分を拡大する虫眼鏡）
- （X9）NewBlue VideoEssentials VII(カラーや範囲対象でのモザイク機能やコントラストや色味が総合的に調整できるVideoTuneup Plusなど10種類のフィルタセット）
- （X10）proDAD Adorage Volume 9（雪や炎、蛍のようなパーティクルもある、300以上の粒子、オブジェクト効果トランジションやフィルター）
- （X10）NewBlue Titler Pro 5 （フィルター加工した2D、3D タイトルの作成）

- VideoStudio 8～12では、通常版を発売してから約半年後に、Blu-rayライティング機能などの付加機能を搭載した上位版として「VideoStudio Plus」を発売していた。
- VideoStudio X3～X9では、通常版を「Pro」、上位版を「Ultimate」と名前を変更し、同時発売している。
- VideoStudio X10以降は、さらに機能を絞り名前から「Pro」を削ったものと、Blu-rayプラグインや画像加工ソフトPaint Shop Pro、WinDVDが同梱されたSuiteの4種類展開となる。
- VideoSutdio 2020ではSuiteが廃止された。
- 次のプラグインは2022年現在は搭載されていない。
  - Boris Graffiti5（X4～X5）
  - Boris Graffiti6（X6～X8）
  - Boris Graffiti7（X9）
  - Boris Title Studio（X10～2020）

## 歴史
元々、台湾に本社を置くユーリードが開発・販売を行っていた。日本の販社はバージョン3までは住友金属工業株式会社が行い、バージョン4より「Ulead VideoStudio(UVS)」として各店舗などで販売していた。
2007年にコーレルに買収された後はコーレル株式会社の開発、販売となる。（2012〜2014年の間のみ、日本での販売、サポートをイーフロンティアが行い、バージョンX8にて再びコーレルとなった。）
2019年11月以降、ソースネクストが日本でのコンシューマ向け独占販売権を取得し、量販店などでの販売、サポートを行っている。企業や学校などの法人向け・ライセンスなどはコーレル株式会社が継続して行っている。

## バージョン遍歴
| 発売日   | バージョン                                                  | 主な追加機能 |
| -------- | ----------------------------------------------------------- | --- |
| 98/11/27 | 3                                                           | 現在でも継承されているステップ方式(8ステップ)を用いた、初心者向けビデオ編集ソフトとして19800円で販売された。 |
| 00/04/21 | 4                                                           | MPEG-2の入出力、MP3の入力に対応。4GB越の動画作成が可能に。また、DV静止画キャプチャ機能、テキストを無制限に重ねる機能などが盛り込まれた。また、はじめてアカデミック版などのラインナップが増えた。また、値段価格帯が14800円台に下がった。 |
| 01/04/06 | 5                                                           | Pentium 4のSSE2命令に対応。それ専用のトランジションも追加された。 |
| 02/04/05 | 6                                                           | オーバーレイトラックとテキストトラックがはじめて追加された。それまではテキストはそれだけの映像になってしまっていたが、映像の上に文字が載るようになった。 |
| 03/04/04 | 7                                                           | "Windows Media 9"の入力、編集が可能に。また動画のスピード可変、オールドフィルム、レンズフレア、稲妻などのビデオフィルタを35種類追加。 |
| 04/06/18 | 8                                                           | 自動でスライドショーなどを作ってくれる「おまかせモード」を新搭載。画像へのパン＆ズーム機能の搭載や16：9への対応、フィルタやトランジションなどが追加。 |
| 05/06/17 | 9                                                           | 「クイックDVDウィザード」を新搭載。また、「おまかせモード」にオートパン＆ズーム機能を搭載し、BGMのリズムパターンを検出、トランジションのタイミングを調整する"ミュージック分析エンジン"も装備 |
| 06/06/30 | 10                                                          | 新インターフェイス、オーバーレイの追加（計6本）、HDV編集ネイティブ対応、MPEG-4出力、スマートプロキシ、Dolby Digital 5.1、チャプタ設定機能 |
| 06/11/10 | 10 Plus                                                     | H.264/MPEG-4 AVC出力、HD DVDオーサリング、PhotoImpact 10 SE付属（当Verのみ） |
| 07/06/15 | 11                                                          | AVCHD形式入力、HDVへの書き戻し、撮影日インポート(DVのみ)、MPEGオプティマイザ、スマートパッケージ、ホワイトバランス、タイトルの回転、レンダリングの一時停止機能 |
| 07/10/26 | 11 Plus                                                     | AVCHD DVDオーサリング、Blu-ray Disc オーサリング機能、Mpeg4/H.264スマートレンダリング、YouTubeアップロード機能、フルハイビジョン対応、 |
| 08/04/18 | 12                                                          | ペインティングクリエイター、タイトルトラックの追加(計2本)、各機能の速度向上（レンダリング速度やプロキシファイル生成速度等）、Core 2 Quad対応、UIの自由度の向上、サムネイルのリセット機能、音楽のクロスフェード、エフェクト機能の向上（オーバーレイへ適用可能に）（Blu-ray オーサリング機能削除される） |
| 08/09/12 | 12 Plus                                                     | Blu-ray Disc オーサリング機能、FLV形式の出力、AVCHD形式保存時のビットレート変更、3GPP、3GPP2形式の入出力、NewBlue 社フィルムエフェクト72種類同梱 |
| 10/04/16 | X3 Pro                                                      | [取り込み][編集][完了]の3ステップUIへの変更。BDMV(MPEG2,H.264)のBlu-ray Discオーサリング機能を搭載。Windows 7の各機能に対応(ジャンプリストなど)、オーディオトラックの本数増量(1→3)、への対応、ハードウェアアクセラレータへの対応(Core i7、Nvidia Cuda等) |
| 10/04/16 | X3 Ultimate                                                 | NewBlue社のフィルタープラグイン(部分モザイクが可能な「ピクセラレーター」やX,Y,Z軸で動かせる「ピクチャーインピクチャー」)、Newblue社製トランジション、オーディオフィルター、CorelFXフィルターの追加。また、BD-Jへの対応(カレンダーメニュー) |
| 10/11/12 | VideoStudio X3 & PaintShop Photo Pro X3                     | VideoStudio X3、同社が発売している写真加工ソフトPaint Shop Pro x3のセットパッケージ。コーレル25週年記念の一環で、2500本限定で出荷された。 |
| 11/04/15 | X4 Pro                                                      | UIのパレット化。MovieWriter 7ベースのオーサリングシステム、タイトルクリップをオーバーレイに配置可能、Core i7 Sandy bridgeへの最適化、ハードウェアアクセラレータのプレビュー時の対応、X3 Ulimateに搭載されていたCorelFx, NewBlueフィルターの標準搭載。64-bit OSへの最適化（ネイティブではない）、ストップモーションキャプチャー機能、タイムラプス機能の追加など |
| 11/04/15 | X4 Ultimate                                                 | 【Boris Graffiti（文字アニメーション強化機能。フィルタも30種類追加）】【proDAD Mercalli SE（手ぶれ補正フィルター）】搭載 |
| 12/04/20 | X5 Pro                                                      | オーバーレイトラックが6から20（ビデオトラックが計21に）、3Dカメラの入力対応、60p/50pモード搭載、HTML5(WebM)出力機能、パソコンの操作画面の録画機能（Corel Screen Capture)、Paintshop形式でレイヤーを分けて保存した画像を各トラックに振り分ける機能、トラック全体の無効・有効機能、ウィンドウモード（全画面でない）、DVDオーサリング時の字幕作成機能、isoファイルからのライティング機能、属性のコピー時、貼り付ける属性を選択可能に、など |
| 12/04/20 | X5 Ultimate                                                 | X4Ultimateにあったプラグインに加え次のプラグインを搭載。【proDAD RotoPen（マップウォーキング）】【proDAD VitaScene（ビデオフィルタ70種類、トランジション80種追加）】【NewBllueフィルター（10カテゴリー、83種類追加）】 |
| 13/03/22 | X6 Pro                                                      | Windows 8対応、モーショントラッキング(物体を認識して、特定の場所に画像やフィルターを追従させる)、音声のタイミングにあわせられる字幕作成機能、オーバーレイでの自由変形、移動のタイムライン設定、オーバーレイのパス移動、変速コントロール(だんだん早く、遅くできる)、オーバーレイの重ね順の上下入替機能、効果のランダマイズ設定機能、画面キャプチャのフレームレート変更可能(15、25、30)など |
| 13/03/22 | X6 Ultimate                                                 | X5Ultimateにあったプラグインに加え次のプラグインを搭載。【proDAD Handscript（筆記体の手書きアニメーション）】【Newblue FX Color Fast（色補正フィルター）】 |
| 13/05/31 | ふたりの ウェディング プロフィールビデオ ステップガイド付き | VideoStudio X6にウェディング用テンプレートを追加した上で、次の機能を省き価格を抑えたもの。（モーショントラッキング、ブルーレイディスク作成、トラック交換、3D出力、HTML5ファイルの作成、モーションの調整、オートミュージック、YouTube3Dアップロード、NewBlueフィルター。トラック数はビデオx2、オーディオx2、タイトルx3（ビデオ2+タイトル1）（ただし、テンプレートを使用する場合はテンプレートで使用しているトラック数に依存） |
| 13/09/27 | Photo & Video X6                                            | VideoStudio X6と、同社が発売している写真加工ソフトPaint Shop Pro x6のセットパッケージ |
| 14/02/28 | X7                                                          | 完全64bitネイティブ対応（インストール時に選択）、インターフェイスの見直し（完了画面やタイムラインのカラフル化、タブデザインをフラットデザインに変更）、Haswell対応、おまかせモードの復活、4K映像のスマートレンダリング対応、 |
| 14/02/28 | X7 Ultimate                                                 | X6Ultimateにあったプラグインと同じ。 |
| 15/04/24 | X8                                                          | オーバーレイオプションの増加（グレーキー、ビデオマスク、加算、乗算）、動画の一時停止、オーディオダッキング（音を認識してBGMの音量を下げる）、プロジェクトの結合、MKVの入力、MOVの出力、素材の整列項目の増加、テキストのアルファチャンネル書き出し、XAVC S（4K)対応、モザイクの変形機能（楕円・長方形、細かさ、タイムラインにそったサイズ変更など） |
| 15/04/24 | X8 Ultimate                                                 | X7 Ultimateまでのプラグインの他、【proDAD Adorage Starter Pack（雪や炎のアニメや蛍のようなパーティクルなどを使ったカスタムトランジション）】、【NewBlueFX Essentials IV（銀残し（ブリーチバイパス）やタイムクロック表示、赤外線カメラのようなナイトショットやムービーの任意の部分を拡大する虫眼鏡）】の追加。 |
| 16/02/26 | X9                                                          | マルチカム エディタ（4つの動画を日時や音声、マーカーを設定したうえで同期し、カット編集を行う機能）、モーショントラッキングでの、マルチポイントトラッキング機能の追加、FastFlick（おまかせモード）のテンプレートデザイナー、オーディオダッキングの詳細設定（フェードアウト、インのタイム調整）、複数クリップの音声レベル平均化機能、タイムライン上での、トラックの追加、削除が右クリックで可能に、ニコニコ動画アップロード機能（日本、台湾のみ）、Intel第6世代「Skylake」への最適化、HEVCの入出力（ただしWindows 10で且つSkylakeプロセッサが必須） |
| 16/02/26 | X9 Ultimate                                                 | X8 Ultimateまでのプラグインの他【NewBlue VideoEssentials VII(カラーや範囲対象でのモザイク機能やコントラストや色味が総合的に調整できるVideoTuneup Plusなど10種類のフィルタセット）】、MXFの読み込み、マルチカムエディタのカメラ台数増加（Proは最大4台、Ultimateは最大6台） |
| 17/02/26 | X10                                                         | 360度カメラ映像への対応、タイムライン上でのグループ化、トラックの透明度調整機能 |
| 17/02/26 | X10 Ultimate                                                | マスククリエイター搭載（映像の上をブラシ・四角、丸などの選択範囲によってマスクを作ることが可能。コマ送りでの調整や、自動検出も可能）また、X9 Ultimateまでのプラグインの他に次のプラグインを追加。【NewBlue Titler Pro 1 （フィルター加工した2D、3D タイトルの作成)】【proDad Adorage Volume 9（雪や炎、蛍のようなパーティクルもある、300以上の粒子、オブジェクト効果トランジションやフィルター）】【Boris Title Studio（べベルや塗りつぶし、スタイルを適用したモーショングラフィックスや 2D/3D タイトルを作成)】                                  |
| 17/07/07 | for Wedding Produced by マイナビウエディング                | X10の基本機能に、専用テンプレートがセットになったもの。 |
| 18/03/16 | 2018                                                        | Intel第8世代テクノロジー対応。ツールバーのカスタマイズ機能。 |
| 18/03/16 | 2018 Pro                                                    | 360度プレビュー機能、「標準から360へ」の強化、Go Proなどのアクションカメラ・魚眼レンズ補正、画面分割ビデオテンプレート機能、トラックの高さ変更可能、スマートガイドアライメントツール（動画自身のトリミング、整列ガイド機能）、パン＆ズームの強化、Intel第8テクノロジー対応。 |
| 18/03/16 | 2018 Ultimate                                               | X10にあったプラグインに加え、画面分割テンプレートクリエーター、3Dタイトルクリエーター、Newbule Title Pro5 |
| 18/03/16 | 2018 Suite                                                  | Blu-rayプラグイン、PaintshopPro 2018、WinDVD Pro 12が同梱 |
| 19/02/19 | 2019                                                        | マルチメディアトラック（21→50へ）、ツールバーのカスタマイズの保存機能。 |
| 19/02/19 | 2019 Pro                                                    | 変形トランジション、シームレストランジション、360度動画からSpherical Panorama を作成（タイニープラネットまたはラビットホール）、ライブラリでのキーワード検索、アルファチャンネル動画のインポート・エクスポート、MultiCam Capture Lite |
| 19/02/19 | 2019 Ultimate                                               | 2018Ultimateにあったプラグインに加え、カラーグレーディング機能、3Dタイトルエディタの強化、分割画面クリエイターにアニメーション機能追加、ビデオマスククリエイターの強化（なげなわツール、テキストマスク、選択境界線をフェードする"羽毛モード"） |
| 19/02/19 | 2019 Suite                                                  | Blu-rayプラグイン、PaintshopPro 2018、WinDVD Pro 12が同梱 |
| 20/03/10 | 2020                                                        | ベストシーン（AIでの自動編集機能）、アニメーションオーバーレイ、ペインティングクリエイターの機能一新、UIの改善（テキストなどのオプションパレットの改善、タイムライン上のクリップに[モーションの作成・削除]などのアイコンが表示された）、音や図形などのクリエイティブ素材の追加、図形の塗りつぶし機能 |
| 20/03/10 | 2020 Pro                                                    | 基本機能は2020と同じ。Pro機能部分での新機能や更新はない。 |
| 20/03/10 | 2020 Ultimate                                               | 2019Ultimateにあったプラグインに加え、ビデオマスククリエイターの強化（画面全体化） |
| 21/03/26 | 2021 Pro                                                    | パッケージは21/05/21発売。インスタントプロジェクトテンプレート（ビジネスウェビナーやプレゼン、ソーシャルメディア風の動画作成）、ARステッカー、ハードウェアアクセラレーションでAMDに追加対応、タイムラインのクリップ置換モード、モーションのぼかし移動 |
| 21/03/26 | 2021 Ultimate                                               | 2020Ultimateにあったプラグインに加え、マスククリエイターと画面分割テンプレートクリエーターのキーフレーム機能強化、手ブレ補正フィルタの強化（proDAD Mercalli ProとMercalli RT) |
| 22/03/06 | 2022 Pro                                                    | パッケージは22/05/13発売。音声の文字起こし機能、GIFクリエーター（GIF動画のインポートエクスポート）とGIFクリップのループ機能、顔の効果（美肌、目を拡大）、アニメーションステッカーAR、カメラの動きトランジション、速度の非線形キーフレーム、オーディオ編集の強化、LUTプロファイルの強化（プロファイルの分類・名前変更）、メディアライブラリの強化（タグ管理が改善）、ProRes Smart Proxyの対応、音声調整やレイヤー、ミュートなどのユーザビリティ向上、Mluticam Capture Lite2。ニコニコ動画用の出力・アップロード機能が廃止された。                  |
| 22/03/06 | 2022 Ultimate                                               | 2021Ultimateにあったプラグインに加え、顔のインデックス作成機能。 |
| 23/03/24 | 2023 Pro                                                    | パッケージは23/05/13発売。タイトルモーション（視差タイトル、キネティックタイトル、（イン・中間・終了）の個別設定。視差トランジション、新インスタントカラーチェンジとスプリットトランジション。 Intel OneVPL と Deep Link Hyper Encode の連携での高速化。8Kビデオデコード。LUTファイルのフォルダー間移動 / コピーに対応。Intel Deep Link Hyper Encode（Intel Arc）対応。 |
| 23/03/24 | 2023 Ultimate                                               | 2022Ultimateにあったプラグインに加え、オーディオキュー（音楽や会話などを再生しながらF5を押下してキューを作成し、タイトルやトランジションの目安にできる）。Intel、AMD、nVidia などで AV1 のソフトウェアデコード/エンコード。 |

## マニュアル
マニュアルは電子化とヘルプシステムが主になってきている。また、オンライン動画でのチュートリアルもある。
- 12ではモノクロで100ページ程度のマニュアルが付属。
- X3では40P前後のクイックリファレンスが付属。
- X4〜X7は200ページ超のカラーマニュアルが同梱。
- X8では48ページ程度の「オリジナルハンドブック」が同梱。
- X9では56ページ程度の「オリジナルハンドブック」が同梱。
- X10では56ページ程度の「フルカラーハンドブック」が同梱。
- 2020では298ページのガイドブックのPDFがダウンロードできる。

## Blu-rayオーサリング
ソフトウェア上でBDMVのBlu-rayライティングプラグイン（約900円）を購入でき、VideoStudioと付属のMyDVDでBlu-rayのオーサリングが可能になる。Blu-ray7.5GB、25GB、50GB、100GB、128GBに対応。
- Ver.12Plusで初搭載、Ver.X3以降はProにも搭載されるようになる。
- Ver.X7までは標準搭載だったが、Ver.X8で「BD pack」のダウンロードが必要になった。
- X9以降はVideoStudioの画面上から購入する必要がある。（約900円。為替により変動）
- X10～2019のSuite版にはBlu-rayのプラグインがあらかじめ同梱されていた。

## 連携できるソフトウェア
同社発売のソフトと連携させることによりVideoStudioの機能を拡張することが可能である。
Paint Shop Pro
写真加工ソフトウェア。レイヤーを保持できる独自形式「psp image」ファイルをVideoStudioで読み込むと、各オーバーレイトラックにレイヤーを振り分ける事が可能で、より正確な静止画のレイアウトができる。（VideoStudio X5以降）
MotionStudio 3D
かつて発売されていた3Dのタイトル、オブジェクトの作成ソフトウェア。パーティクル、花火のような効果を加えることも可能。透過AVIで出力するか、プロジェクトファイルをそのままVideoStudioに入力できる（プロジェクトファイルの読み込み対応はX4以降）
Ultimate版に、3Dタイトルの機能として一部が移植されている。
PhotoImpact
かつて発売されていた写真加工ソフトウェア。VideoStudioのDVDのメニュー画面を作成でき、メニューバリエーションを増やすことが可能であった。（対応バージョンはVideoStudio12まで）

## 関連書籍
- 「VideoStudioではじめるビデオ編集講座 (I・O BOOKS)」（西村 太一 (著)、工学社 、2012年3月1日)
- 「Corel VideoStudio X7 PRO/ULTIMATEオフィシャルガイドブック (グリーン・プレスデジタルライブラリー) 」（阿部 信行  (著)、グリーンプレス 、2014年3月1日)
- 「VideoStudio動画編集テクニック―プロ品質の動画を低価格でつくる! (I・O BOOKS)」（西村 太一 (著)、工学社 、2014年10月1日)
- 「はじめてのVideoStudio X9 (I・O BOOKS)」（勝田 有一朗  (著)、工学社、2016年6月1日)
- 「Corel VideoStudio X10 PRO ULTIMATEオフィシャルガイドブック (グリーン・プレスデジタルライブラリー) 」（山口 正太郎 (著)、 グリーンプレス 、2017年4月9日)
- 「Corel VideoStudio PRO/ULTIMATE 2018 オフィシャルガイドブック (グリーン・プレスデジタルライブラリー) 」（山口 正太郎 (著)、グリーンプレス 、2018年4月25日)
- 「VideoStudio 2019 オフィシャルガイドブック (グリーン・プレスデジタルライブラリー) 」（山口 正太郎 (著)、 グリーンプレス 、2019年5月17日)
- 「VideoStudio Pro「360度」動画編集テクニック (I・O BOOKS) 」（西村 太一 (著)、工学社 、2019年8月1日)